# Calvaire du Tréhou
Le calvaire du Tréhou est un calvaire situé dans la commune du Tréhou, dans le département français du Finistère. Il se trouve à côté de l'église Sainte-Pitère dans l'enclos paroissial.

## Description
Le calvaire du Tréhou est érigé en 1578. Il repose sur une structure en grès rectangle pourvu de deux marches. Son socle en granit comporte des reliefs des Apôtres. Le milieu de la hampe est orné de deux sculptures, représentant un évêque (probablement saint Aurélien) et sainte Pitère. Le bas du crucifix montre saint Pierre entre les deux larrons. Sur l'autre côté, au même niveau, est sculptée une Pietà. Ces deux images sont respectivement surmontées des scènes de la Crucifixion et de l'Ecce homo.

## Images

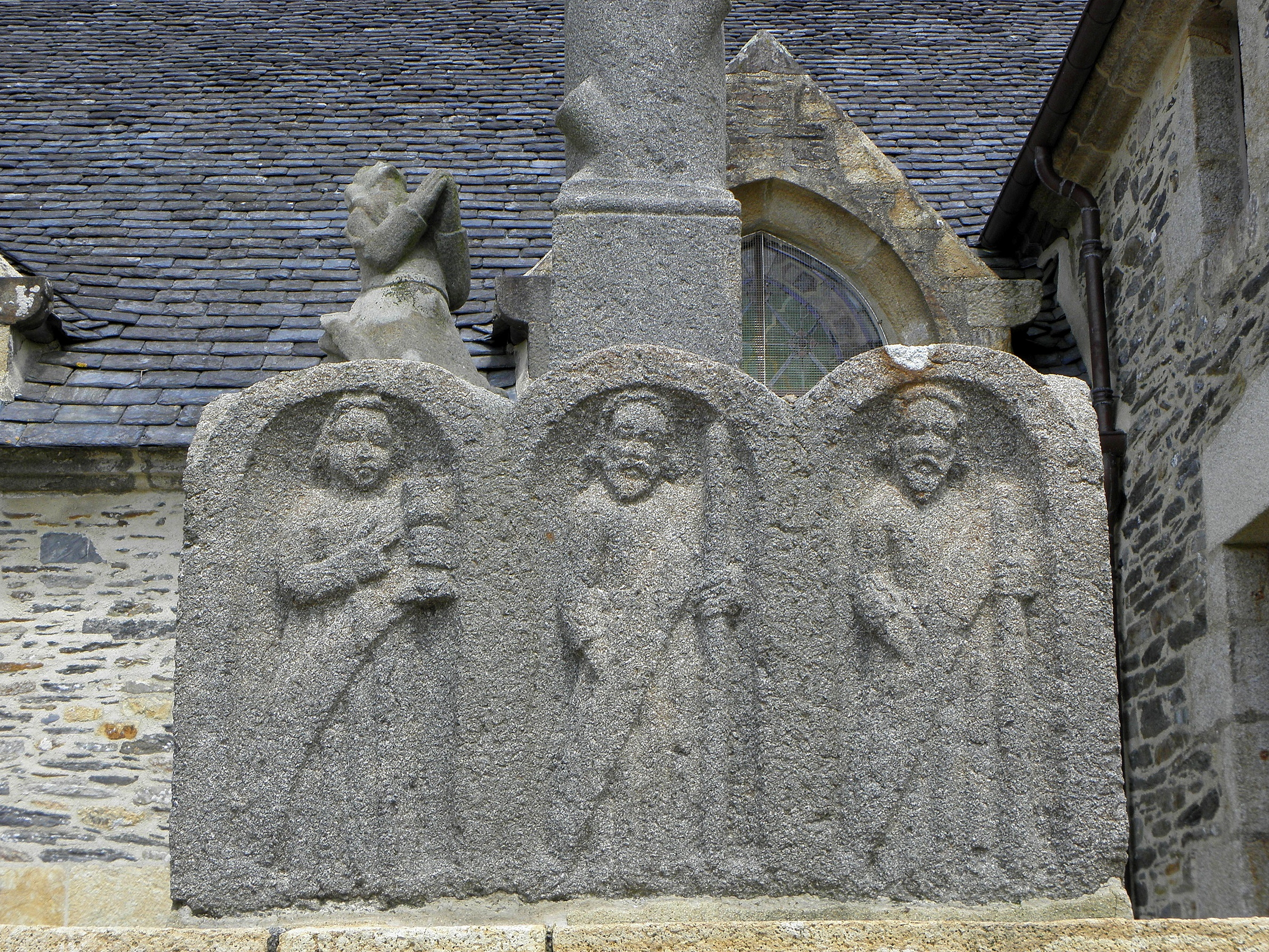
Apôtres en dessous de Marie de Magdala
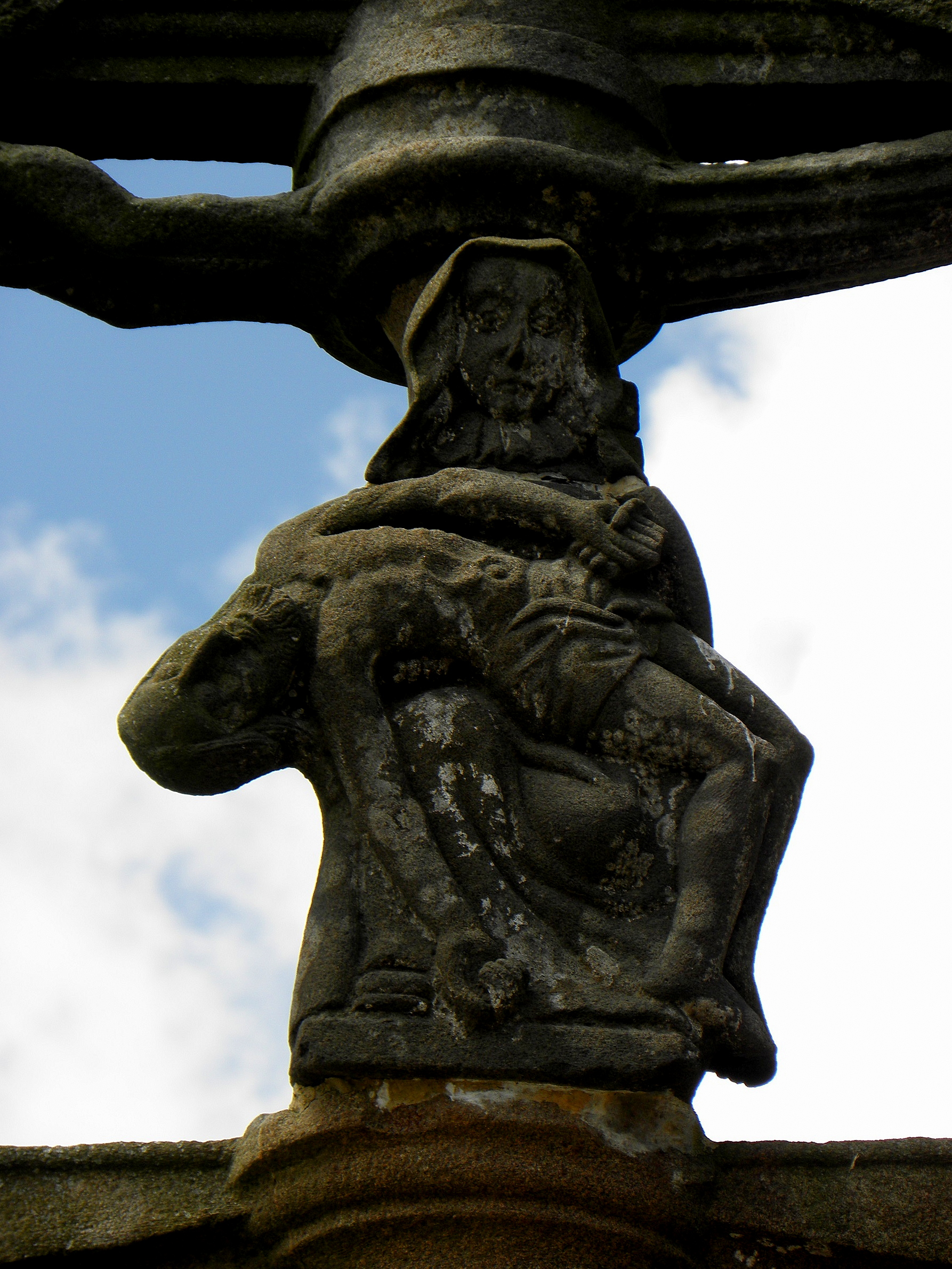
La Pietà
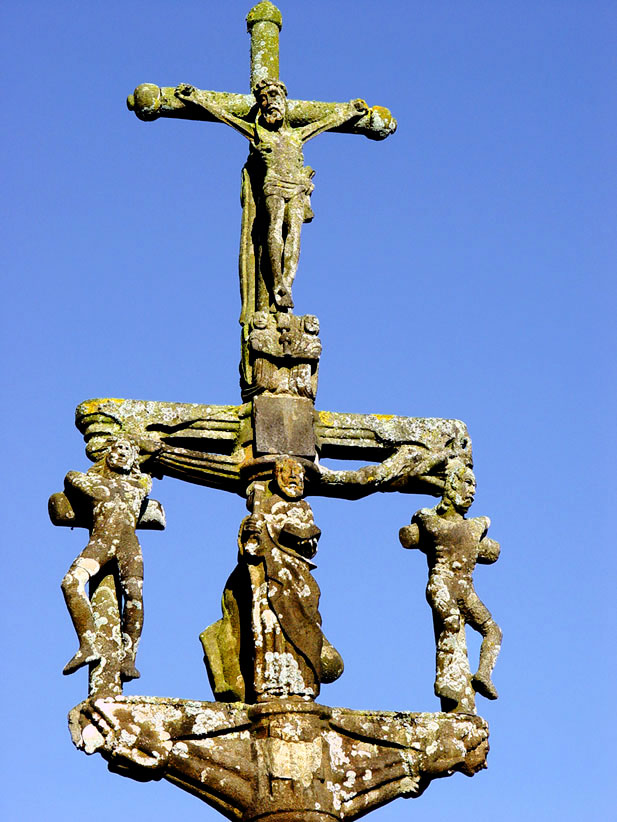
Les deux larrons et l'apôtre Pierre en dessous de la Crucifixion de Jésus

## Protection
Le calvaire du Tréhou est inscrit au titre des monuments historiques par arrêté du 18 octobre 1926.